# كونستانس ويلوبي
كونستانس ويلوبي (بالإنجليزية: Constance Willoughby)‏ هي منافسة ألعاب القوى بريطانية، ولدت في 1930، وتوفيت في 1997.

## وصلات خارجية
- كونستانس ويلوبي على موقع أوليمبيديا (الإنجليزية)
- كونستانس ويلوبي على موقع اللجنة الأولمبية البريطانية (الإنجليزية)